# 馬里蘭海茨 (密蘇里州)
馬里蘭海茨（英語：Maryland Heights）是位於美國密蘇里州聖路易斯縣的城市。

## 人口
根據2020年美國人口普查的數據，馬里蘭海茨的面積為60.62平方千米，當中陸地面積為56.67平方千米，而水域面積為3.95平方千米。當地共有人口28,284人，而人口密度為每平方千米467人。